# Imbricatea
Imbricatea o Silicofilosea es un grupo de protistas del filo Cercozoa caracterizado por presentar una cubierta de escamas silíceas, a menudo imbricadas. Estas escamas son secretadas por el organismo y están presentes en la mayoría de los miembros, excepto en aquellos que secundariamente los han perdido y en los linajes basales, en los que ancestralmente están ausentes. Las crestas mitocondriales son tubulares. El antepasado de estos organismos era probablemente un heterótrofo con locomoción por deslizamiento usando dos flagelos con cinetosomas divergentes y con cubierta celular rígida, que ayudó a definir una ranura ventral distintiva de la que emergen los filopodios. La ranura de alimentación y los flagelos se han perdido secundariamente en los euglífidos.

## Galería

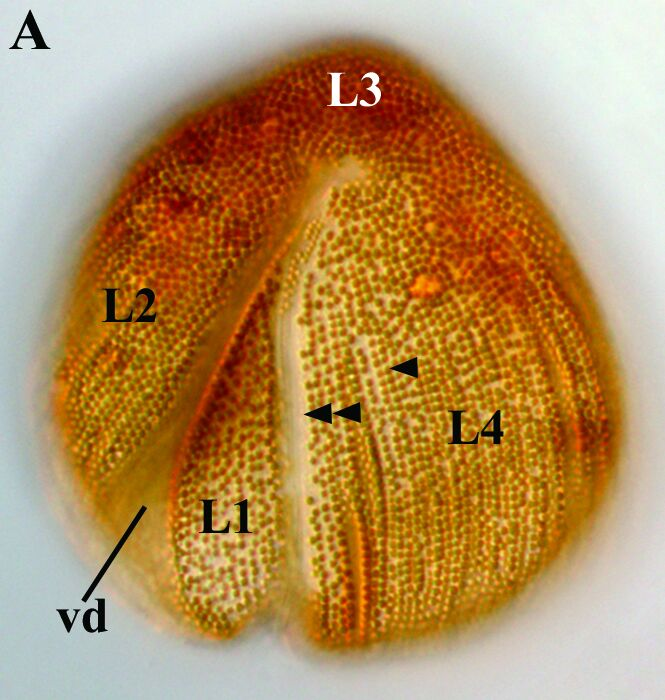
Auranticordis (Marimonadida)
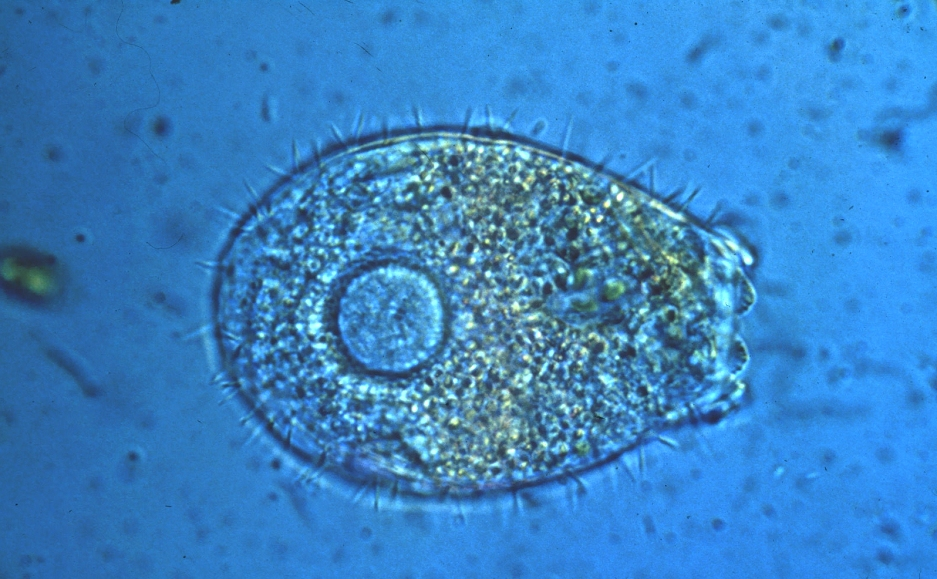
Euglypha (Euglyphida)
Corythion dubium (Euglyphida)
Campascus minutus (Euglyphida)
Cyphoderia ampulla (Euglyphida)
Assulina muscorum (Euglyphida)
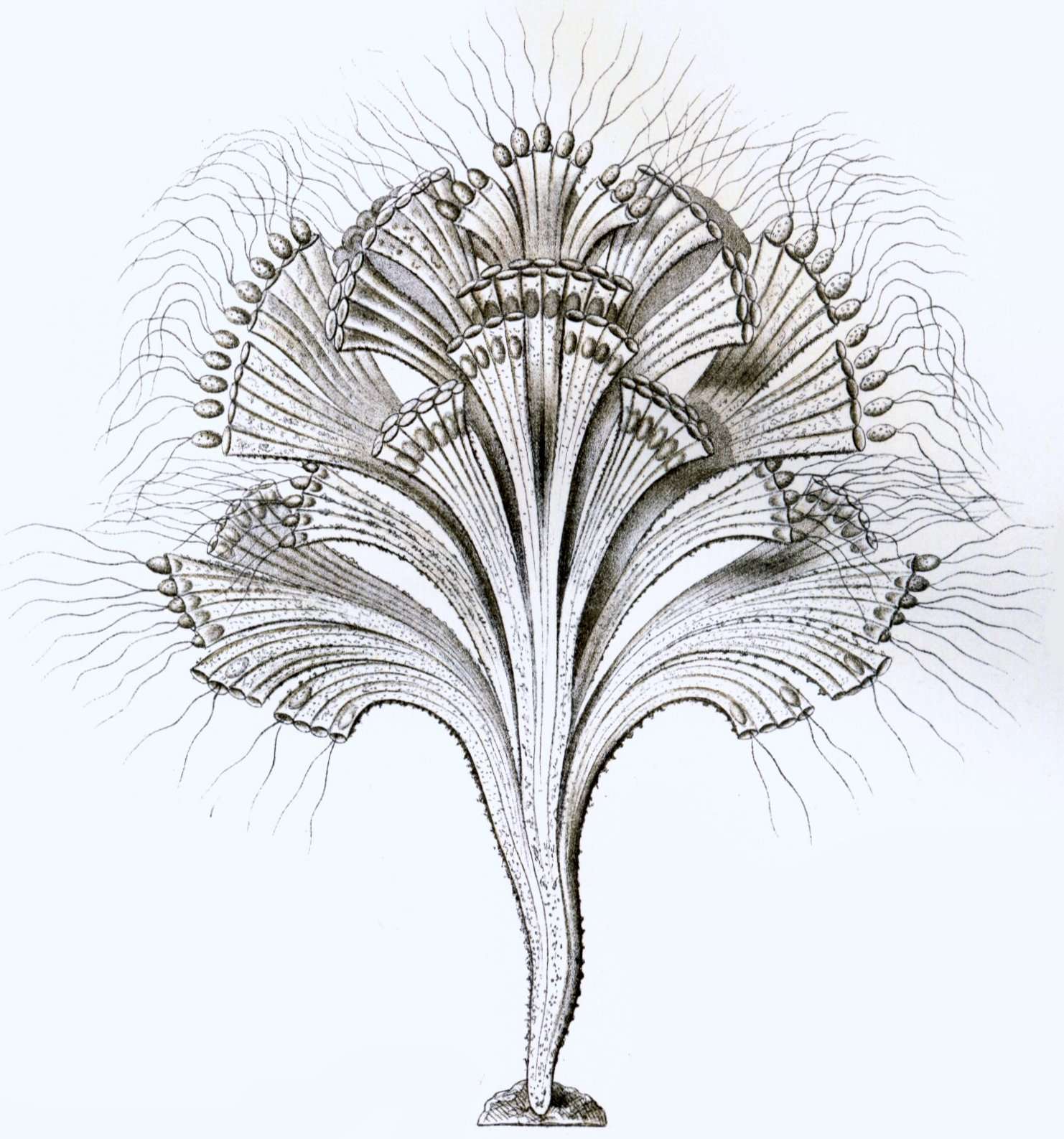
Rhipidodendron splendidum (Spongomonadida)